# 马林拉赫多夫
马林拉赫多夫是德国莱茵兰-普法尔茨州的一个市镇。总面积5.03平方公里，总人口1011人，其中男性480人，女性531人（2011年12月31日），人口密度201人/平方公里。